# 新川優愛
新川優愛（1993年12月28日—），日本女演員、模特兒及寫真偶像，埼玉縣出身，經紀公司為劇團東俳 T-PROJECT。

## 經歷
新川於小學6年級時加入經紀公司。
2008年，第一次主演電視劇《長男的結婚》，2010年6月，初主演電影《一眼瞬間，再見愛》，7月，當選2010年的「Miss Magazine」。2011年8月，在由集英社雜誌《Seventeen》舉行的2011年Miss Seventeen（ミスセブンティーン）中獲得冠軍，成為該雜誌的專屬模特兒，並同時進行演員工作。
2019年8月9日，宣布結婚。

### 人物
- 家中獨女，左撇子[11]。
- 專長羽球、排球和短跑。書法四段。
- 憧憬的女演員是天海祐希。
- 憑藉得天獨厚的身高比例（高166cm·腿長80cm）而被媒體譽為「8頭身美女模特兒」。[12]

## 演出

### 綜藝節目
- 踊る!さんま御殿!!（日本電視台）- 再現ドラマ
- SmaSTATION（朝日電視台）
- 夢みる未来世界　物語のなかの科学技術史（スカパー!）
- マルさまぁ〜ず（2010年4月7日、 TBS）
- お願い!ランキング（2010年3月-、朝日電視台）
- IQQQ（2010年3月-、朝日電視台)
- ナルハヤ!（2010年9月15日、MBS電視|每日放送）
- 開運音楽堂 (2010年10月9日-、 TBS) - 第8代助理
- アカデミーナイト(2012年5月4日- 、TBS) - MC

### 電視劇
- 長男の結婚〜花嫁はバツイチ!年上!子持ち!?〜（2008年2月3日、朝日電視台）飾演 大山亞樹
- 熱いぞ!猫ヶ谷!!（2010年10月29日、名古屋電視台）飾演 瀨崎晶
- ひとりじゃない（2011年1月8日 - 2月6日、BS富士）飾演 立花那美
- 抓住明日的光2（2011年7月4日 - 9月2日、東海電視台）飾演 佐佐木萌子
  - 抓住明日的光2013 -夏-（2013年7月1日 - 8月30日）
- 我的天空 刑事篇 第5話（2011年11月13日、朝日電視台）飾演 伊集院亞里沙
- 都市傳說之女 第4話「高尾山的傳說!!禁斷的愛情死亡的教師」（2012年5月4日、朝日電視台）飾演 戶山理紗
- ATARU 第6話（2012年5月20日、TBS）飾演 被綁架的女孩
- 爸爸偶像 第5話、第6話（2012年5月24日 - 31日、TBS）
- GTO（2012年7月3日 - 9月11日、關西電視台）飾演 上原杏子
  - 秋天鬼塚也暴走SP（2012年10月2日）
  - 新年SP!寒假熱血教書（2013年1月2日）
  - 完結篇 ～再見吧鬼塚！畢業 特別篇～（2013年4月2日）
- 特命戰隊Go Busters Mission41（2012年12月2日、朝日電視台）飾演 早乙女レイカ / 怪盗ピンクバスター
- 35歲的高中生（2013年4月13日 - 6月22日、日本電視台）飾演 工藤美月[13]
- 衝擊轟雷岩（日语：衝撃ゴウライガン!!）（2013年10月4日、東京電視台）飾演 界瞳
- 人生競賽（2013年12月22日、富士電視台）飾演 美子
- 夜之教師（2014年1月17日 - 3月21日、TBS）飾演 橘楓
- 刑事（2014年3月26日、東京電視台）飾演 秋庭宮子
- 水球不良少年（2014年7月12日 - 9月20日、富士電視台）飾演 藤崎玲
- 信濃的可倫坡事件簿2（2014年11月24日、TBS）飾演 野矢優子
- 大江戶搜査網2015（2015年1月2日、東京電視台）飾演 阿結
- 錢的戰爭（2015年1月6日 - 3月17日、關西電視台）飾演 円茜
- 離結婚最近也最遠的女人（2015年3月6日、日本電視台） - 須藤百合
- 風險之神 第3話（2015年7月22日、富士電視台）飾演 北条千奈美
- 戀仲（2015年7月20日 - 9月14日、富士電視台）飾演 澤田一葉
- 青春偵探晴也～不容許大人的作惡～（2015年10月15日 - 12月24日、讀賣電視台・日本電視台）飾演 能見美羽
- 小岩青春物語~攜手走過的街角（2015年11月22日、日本電視台）飾演 茜
- 拜託了！岳父大人（2016年1月19日 - 3月15日、富士電視台）飾演 花澤真理乃
- 首相閣下的料理人（2016年7月22日 - 9月9日、朝日電視台）飾演 立花優子
- IQ246～華麗事件簿～（2016年10月16日 - 12月18日、TBS）飾演 法門寺瞳
- 櫻子小姐的腳下埋著屍體（2017年4月23日 - 6月25日、富士電視台）飾演 志倉愛理
- 腦中埋藏了智能手機（2017年7月6日 - 9月14日、讀賣電視台・日本電視台）飾演 石野柳子
- 明日的約定（2017年10月17日 - 12月19日、關西電視台）飾演 大宮奈緒
- 永遠的白色羽毛（日语：いつまでも白い羽根）（2018年4月7日 - 5月26日、東海電視台）飾演 木崎瑠美（主演）
- 星塵復仇者們（日语：星屑リベンジャーズ）（2018年7月31日 - 9月25日、名古屋電視台）飾演 楠本春（主演）
- 因為醜我愛你（日语：ブスだってI LOVE YOU）（2018年12月28日、朝日電視台）飾演 町田美里（主演）
- 惡黨～加害者追跡調査～（日语：悪党_(小説)#2019年版）（2019年5月12日 - 6月16日、WOWOW）飾演 晴香[14]
- Aloha 品酒師（日语：アロハ・ソムリエ） 第2話、第4話（2019年12月28日・12月30日、富士電視台）飾演 美和
- 大富豪同心（日语：大富豪同心）（2019年5月10日 - 7月12日、NHK BS Premium / 10月5日 - 2020年1月11日、NHK綜合頻道）飾演 溝口美鈴
  - 大富豪同心 特別篇（2024年12月28日、NHK BS Premium 4K）飾演 溝口美鈴
- Guilty 這個戀愛有罪嗎？（日语：ギルティ〜この恋は罪ですか?〜）（2020年4月2日 - 8月6日、讀賣電視台・日本電視台）飾演 荻野爽（主演）
- 偵探 由利麟太郎 第1話（2020年6月16日、富士電視台）飾演 日下瑠璃子
- 有人、正看著（日语：誰かが、見ている）（2020年9月18日、Amazon Prime Video）飾演 客人
- 櫻的親子丼（日语：さくらの親子丼） 第3季（2020年10月17日 - 12月19日、東海電視台・富士電視台）飾演 宮部雪乃
- 全然在未知的城市裡漫遊（日语：全っっっっっ然知らない街を歩いてみたものの） 第4話 山田篇（2021年4月1日、富士電視台）飾演 美咲
- 華麗一族（2021年4月18日 - 7月11日、WOWOW）飾演 小森章子
- 心愛的謊言 溫柔的黑暗（2022年1月14日 - 3月4日、朝日電視台）飾演 岩崎奈奈江
- 連續電視小說 Come Come Everybody 第71回 - （2022年2月10日 - 、NHK）飾演 藤井小夜子
- KanaKana（日语：カナカナ）（2022年5月16日 - 6月30日、NHK）飾演 田所美咲
- 個別差異（日语：個人差あります）（2022年8月6日 - 9月24日、富士電視台）飾演 磯森苑子
- 再見的彼端（日语：さよならの向う側 (小説)） 第1話（2022年9月22日、日本電視台）飾演 石橋惠
- 95（日语：95 (小説)）（2024年4月8日 - 6月10日、東京電視台）飾演 殿內彌生
- 班上的女孩子，我全都喜歡過（日语：クラスメイトの女子、全員好きでした）（2024年7月11日 - 9月12日、讀賣電視台・日本電視台）飾演 片山美晴
- 五十嵐夫婦是偽裝的陌生人（日语：五十嵐夫妻は偽装他人）（2025年1月9日 - 3月27日、東京電視台）飾演  會澤真尋（主演）
- 小資女也想釣高富帥（日语：海老だって鯛が釣りたい）（2025年7月3日 - 、中京電視台・日本電視台）飾演 沖田真美子

### 電影
- 2010年「一眼瞬間，再見愛」
- 2011年「去吧!男子高校演劇部」
- 2012年「今日開始談戀愛」飾演 日比野櫻
- 2014年「閃爍的青春」飾演 村尾修子
- 2018年「老師君主」飾演 剛田秋香
- 2021年「養老金都沒了啦！」飾演 後藤まゆみ[15]
- 2022年「極道主夫 THE CINEMA」飾演 佳純

### 廣告
- オロナミンC提神飲料～公轉篇～（2007年、大塚製藥）
- MINTIA（2010年、ASAHI） -  Mintia Girls埼玉縣代表
  - （2010年3月2日、日本的薄荷 篇 / 當地美食 篇）
  - （2010年10月1日、美少女方言 篇）
  - （2011年3月7日、薄荷的誓言 篇 / 水果的回憶 篇）
- 劇団東俳 新人タレントオーディション（2010年8月25日、コメントリレー 篇）
- 講談社 週刊少年Magazine（2010年11月、新發售 篇）

### 舞台劇
- Alice in Deadly School (2010年10月14日～17日) 飾演 - 百村信子
- シアターエアリー朗讀劇-系列1 朗讀之夜～格林之森(2011年4月23日) 飾演 - 白雪公主

### 廣播
- DJ Tomoaki's Radio Show!（2010年9月9日、下北FM） - ※來賓

### 宣傳片
- Z会　東大マスターコース(2009年-2010年)
- コージー本舗 アイトークイメージガール(2011年 - 2012年)

### PV
- NERDHEAD -  「言葉にできないほど好きなのに feat.Mai.K」(2011年10月12日)
- 音速ライン - 「逢いたい」(2012年10月24日)[16]

## 作品

### DVD
- ミスマガジン2010 新川優愛(2010年8月25日)

## 書籍

### 雜誌
- Seventeen（集英社、2011年10月號－2015年6月號）專屬模特兒
- non-no（集英社、2015年8月號 - ）專屬模特兒

### 文庫
- ピンキー文庫 普通の恋がしたいんだっ!! (2012年3月23日、集英社) - 封面人物

## 外部連結
- 新川優愛的X（前Twitter）
- 新川優愛オフィシャルブログ （页面存档备份，存于） 官方Blog
- 劇団東俳-官方個人資料